# Кучурган (Великомихайлівська селищна громада)
Кучурга́н — село в Україні, у Великомихайлівській селищній громаді Роздільнянського району Одеської області.  Населення становить 91 особу.
До 17 липня 2020 року було підпорядковане Великомихайлівському району, який був ліквідований.

## Населення
Згідно з переписом 1989 року населення села становило 92 особи, з яких 39 чоловіків та 53 жінки.
За переписом населення 2001 року в селі мешкало 96 осіб.

### Мова
Розподіл населення за рідною мовою за даними перепису 2001 року:
| Мова       | Відсоток |
| ---------- | -------- |
| українська | 78,02 %  |
| молдовська | 5,49 %   |